# Гулякова Катерина Миколаївна
Гулякова Катерина Миколаївна (нар. 29 березня 1980) — українська телеакторка і телеведуча, акторка Київського театру «Сузір'я». Членкиня Гільдії кіноакторів України.

## Життєпис
Народилася 29 березня 1980 року у сім'ї військовослужбовця. У шкільні роки брала участь у самодіяльності, грала у КВК. У 2002 році закінчила Київський національний університет культури і мистецтв за спеціальністю «режисер та актор драматичного театру».
У 2002—2005 роках була ведучою та режисеркою телепрограми «О-TV Models» (телеканал O-TV).
У кінематографі дебютувала у 2003 році у серіалі «Повернення Мухтара». Перша помітна роль була у 2007 році у серіалі «Серцю не накажеш». У 2012—2016 роках знімалася у серіалі «Віталька» у ролі Тамари. Успішними були роботи в картинах «Ластівчине гніздо» (Вікторія), «Віталька» (Тамара), «Заради любові я все зможу» (Вероніка), «Відділ 44» (Юлія), «Поганий хороший коп» (Оля), «Термін давності» (Лєра), «Мама для Снігуроньки» (Марина), «Покоївка» (Таїсія), «Ноти любові» (Римма).
Розлучена.

## Фільмографія
| Рік       |    | Українська назва                   | Оригінальна назва                 | Роль                            |
| --------- | -- | ---------------------------------- | --------------------------------- | ------------------------------- |
| 2003      | с  | Повернення Мухтара                 | Возвращение Мухтара               | епізодична роль                 |
| 2004      | ф  | Евіленко                           | Evilenko                          | жертва маньяка                  |
| 2005      | ф  | Поцілувати незнайомку за 20 хвилин | Поцеловать незнакомку за 20 минут |                                 |
| 2005      | с  | Повернення Мухтара                 | Возвращение Мухтара               | медсестра Катя                  |
| 2007      | с  | Серцю не накажеш                   | Сердцу не прикажешь               | Настя, дочка Варламова          |
| 2009      | с  | Територія краси                    | Территория красоты                | Настя Аверіна                   |
| 2011—2013 | с  | Таксі                              | Такси                             |                                 |
| 2011      | с  | Ластівчине гніздо                  | Ласточкино гнездо                 | Вікторія                        |
| 2012—2016 | с  | Віталька                           |                                   | Тамара                          |
| 2013      | с  | Убити двічі                        | Убить дважды                      | Олена, зечка                    |
| 2013      | тф | Життя після життя                  | Жизнь после жизни                 | Ольга, журналістка              |
| 2014      | с  | Сни                                | Сны                               | Ліля                            |
| 2014      | с  | Давай поцілуємося                  | Давай поцелуемся                  | Яна Кваша                       |
| 2014      | с  | Братські узи                       | Братские узы                      | секретарка декана               |
| 2015      | с  | Заради любові я все зможу          | Ради любви я всё смогу            | Вероніка                        |
| 2015      | тф | Погана сусідка                     | Плохая соседка                    | Аглая Новікова, модель          |
| 2015      | с  | Відділ 44                          | Отдел 44                          | Юлія                            |
| 2016      | ф  | Доля на ім'я любов                 | Судьба по имени любовь            | Олена, колишня дружина Олексія  |
| 2016      | с  | Поганий хороший коп                | Плохой хороший коп                | Оля                             |
| 2016      | с  | На лінії життя                     |                                   | Лєра, колишня наречена Глушкова |
| 2017      | с  | Термін давності                    | Срок давности                     | Лєра                            |
| 2017      | с  | Ноти кохання                       | Ноты любви                        | Римма                           |
| 2017      | с  | Невиправні                         | Неисправимые                      | Вероніка                        |
| 2017      | с  | Мама для Снігуроньки               |                                   | Марина                          |
| 2017      | с  | Покоївка                           | Горничная                         | Таїсія, няня                    |
| 2017—2018 | с  | Лікар Ковальчук                    |                                   | Лариса                          |
| 2018      | с  | Чаклунки                           | Колдуньи                          | Марго                           |
| 2021      | с  | Топтун                             |                                   | Анна Дереза                     |
| 2024      | с  | Моє кіно                           |                                   | Аня                             |